# Ipertrofia

Ipertrofia del seno femminile, fotografata intorno al 1870

L'ipertrofia è l'aumento del volume delle cellule che compongono un tessuto o un organo. Questa modificazione non altera il numero di cellule all'interno del tessuto o dell'organo considerato ma ne aumenta le dimensioni. Generalmente l'ipertrofia è il risultato di una sintesi di maggiori quantità di proteine strutturali della cellula. La maggior parte delle cellule può diventare ipertrofica, esempi comuni di ipertrofia sono a carico delle fibrocellule muscolari dell'utero o dei cardiomiociti.
Un tipo di cellule particolarmente prono a sviluppare ipertrofia è costituito da quelle cellule che in un organismo adulto non si dividono o si dividono limitatamente e che quindi non possono far fronte al nuovo scenario dividendosi (iperplasia): per esempio le fibrocellule del muscolo scheletrico e di quello cardiaco. L'ipertrofia può essere dovuta un sovraccarico di lavoro che stimola proteine sensibili allo stiramento, all'azione di alcuni ormoni e fattori di crescita, tutte e tre queste possibilità possono coesistere all'interno di una stessa cellula in sinergia. 
L'attivazione dei recettori cellulari attiva una cascata di segnali attraverso specifiche vie (generalmente attraverso proteine G o la via PI3K/Akt) che a loro volta attivano diversi fattori di trascrizione (Fos, Jun, Myc...) che possono trascrivere geni codificanti per proteine strutturali della cellula, per ormoni, per fattori di crescita e perfino geni per proteine che normalmente non verrebbero espresse dalla cellula perché embrionali o fetali.
Qualunque sia il tipo di gene trascritto, le proteine codificate tendono quasi sempre a migliorare le performance meccaniche della cellula o ad abbassare il carico di lavoro, adattandosi alla nuova situazione. Quando però la cellula non riesce più a far fronte al sovraccarico di lavoro ed in generale alle cause della sua ipertrofia tramite la codifica di nuove proteine si innesca il danno cellulare che può portare a morte cellulare per apoptosi o necrosi. A questo tipo di ipertrofia estesa all'intera cellula, si può riscontrare l'ipertrofia di un singolo organello cellulare, per esempio il reticolo endoplasmatico liscio in conseguenza alla somministrazione continua di alte dosi di determinati farmaci.

## Tipi di ipertrofia
Esistono ipertrofie fisiologiche e patologiche. Un esempio di ipertrofia fisiologica ripetuta mensilmente è l'aumento del volume della massa muscolare dell'utero e l'aumento dell'epitelio secretivo nel corso di ogni ciclo uterino, seguito dalla sua rimozione legata alla mestruazione. Anche l'osso aumenta la sua lunghezza grazie ad un processo legato all'ipertrofia delle cellule cartilaginee (condrociti, che si accrescono per produrre e rilasciare vescicole che mineralizzeranno la matrice preossea cartilaginea che serve da base per l'apposizione di tessuto osseo a discapito degli stessi condrociti). Un esempio di ipertrofia patologica è quella della mucosa dei turbinati nasali. Le ipertrofie patologiche sono tipicamente indotte da un incremento delle richieste che l'ambiente esterno sottopone alla cellula, ad esempio attraverso l'azione di ormoni

## Esempi di ipertrofia
Un tipico esempio di ipertrofia è quella adattativa che caratterizza le cellule cardiache nei pazienti ipertesi. Esse, infatti, non avendo possibilità di aumentare di numero attraverso semplici replicazioni mitotiche, aumentano di dimensione. In genere si ha nei miocardiociti in risposta ad un lavoro eccessivo. Un altro esempio di ipertrofia si verifica nei muscoli dei culturisti, che vengono esposti ad un sovraccarico di lavoro cui fanno fronte sintetizzando una maggiore quantità di miofibrille e proteine strutturali della cellula muscolare, aumentando così la forza e il volume del muscolo.